# Calomera cabigasi
Calomera cabigasi – gatunek chrząszcza z rodziny biegaczowatych, podrodziny trzyszczowatych i plemienia Cicindelini.

## Taksonomia
Gatunek opisany został w 2011 roku przez Fabia Cassolę. Holotypem jest samiec, a dwoma paratypami obie płcie. Nazwa gatunkowa nadana została na cześć Estana (Stanleya) L. Cabigasa.

## Opis
Trzyszczowaty ten osiąga 11 do 13 mm długości ciała mierzonej bez labrum. Głowa, w tym policzki, gładkie, matowo czarne z zielonym zabarwieniem po bokach nadustka i słabszym zielonawym koło oczu. Warga górna prawie trójkątna, żółta, z małym ząbkiem środkowym, wąsko czarno zakończona z przodu. Przedplecze prawie kwadratowe o prawie równoległych bokach, matowo czarne, czasem z lekkim zielonkawym połyskiem. Episternity matowo rudoczarne. Tarczka bez rowków, czarna z zielonym połyskiem. Pokrywy szersze niż głowa razem z oczami, matowo aksamitnoczarne, raczej wypukłe. Na pokrywach żółte, okrągławe plamy. Tylna krawędź pokryw zaokrąglona, nieco obrzeżona przy szwie, szczególnie u samic. Spód ciała mniej lub bardziej metalicznie niebieskawozielony z cienkimi białymi włoskami jedynie na bokach 3 pierwszych sternitów odwłoka.

## Występowanie
Gatunek ten jest endemitem Filipin, znanym wyłącznie z wyspy Mindanao.